# Hyundai Exter
La Hyundai Exter (in coreano 현대 엑스터) è un'autovettura prodotta dalla casa automobilistica sud coreana Hyundai Motor Company a partire dal 2023.

## Descrizione
Il modello, presentato l'8 maggio 2023, viene realizzato esclusivamente per il mercato indiano; la commercializzazione è iniziata il 10 luglio 2023. 
La vettura si caratterizza esteticamente per luci diurne a LED a forma di H e fanali quadrati, integrati all'interno di grandi prese d'aria sul paraurti anteriore.
La Exter è una city car con carrozzeria da crossover SUV appartenente al segmento A a 5 porte, con layout tecnico a motore e trazione anteriore. Costruita sulla piattaforma
Hyundai-Kia K1 e derivata dalla Hyundai Grand i10 (AI3), è spinta da un propulsore benzina da 1.2 litri Kappa II MPI a quattro cilindri in linea e abbinato a una trasmissione manuale a 5 marce.